# Qualiano
Qualiano és un municipi italià, situat a la regió de Campània i a la Ciutat metropolitana de Nàpols. L'any 2004 tenia 25.452 habitants.